# Edward Cooper (Politiker, 1824)

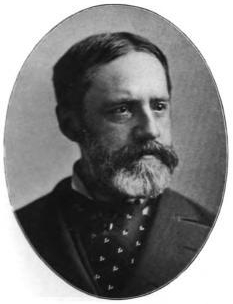
Edward Cooper

Edward Cooper (* 26. Oktober 1824 in New York City; † 25. Februar 1905 ebenda) war ein US-amerikanischer Politiker. In den Jahren 1879 und 1880 war er Bürgermeister der Stadt New York.

## Werdegang
Edward Cooper war der Sohn des Industriellen Peter Cooper (1791–1883). Er war wie sein Vater in der Eisen- und Stahlindustrie tätig. Dabei war er Geschäftspartner und Schwager von Abram Hewitt (1822–1903), der zwischen 1887 und 1888 ebenfalls Bürgermeister von New York war. Politisch schloss er sich der Demokratischen Partei an. In den Jahren 1860, 1876 und 1888 nahm er als Delegierter an den Democratic National Conventions teil.
1878 wurde Cooper zum Bürgermeister von New York gewählt. Dieses Amt bekleidete er zwischen dem 1. Januar 1879 und dem 31. Dezember 1880. Das Stadtgebiet von New York erstreckte sich bis 1898 im Wesentlichen auf den heutigen Stadtteil Manhattan. Cooper war Mitgründer des Kuratoriums der Schule Cooper Union. Von 1883 bis 1905 leitete er diese Bildungsanstalt. Er starb am 25. Februar 1905 in New York City.